# Wednesday Addams
Wednesday Friday Addams is een lid van de fictieve Addams Family, bedacht door striptekenaar Charles Addams voor The New Yorker.
In de strips had Wednesday nog geen naam. Deze kreeg ze pas toen de strips werden omgezet naar een televisieserie. Charles Addams baseerde de naam van het personage op het bekende rijmpje Monday's Child ("Maandagskind"), en dan met name de zin Wednesday's child is full of woe ("Woensdagskind is vervuld van smart").

## Familiebanden
Wednesday is de dochter van Gomez en Morticia Addams. Ze is daarnaast de zus van Pugsley Addams, de kleindochter van Oma Addams en in bijna alle incarnaties het nichtje van Fester Addams.
In de originele serie is Wednesday jonger dan Pugsley, maar in latere series en de films lijkt ze even oud of zelfs ouder te zijn. In The New Addams Family is kort een flashback te zien waarin Wednesday bij de wieg van Pugsley staat, wat suggereert dat ze in deze serie de oudste van de twee kinderen is.

## Persoonlijkheid
Wednesday is een stil en ietwat pathetisch kind. Ze heeft een bleke huid, zwart haar en komt in vrijwel alle incarnaties nors over. Ze heeft een fascinatie met de dood en het macabere.
In de originele televisieserie is Wednesday nog een vrolijk en opgewekt kind wiens favoriete hobby het opvoeden van spinnen is. Ze doet ook aan ballet, altijd gekleed in een zwarte tutu. Haar favoriete speelgoed is een Marie Antoinettepop, waarvan ze het hoofd heeft afgehakt met een guillotine. Net als veel leden van de familie heeft Wednesday artistieke talenten; ze maakt verschillende tekeningen en schrijft een gedicht voor haar favoriete spin. Ze is aan het begin van de serie zes jaar oud. Een volwassen versie van deze Wednesday is te zien in de special Halloween with the New Addams Family uit 1977.
In de latere films en series krijgt Wednesday haar bekende grimmige persoonlijkheid. Ook gaat ze haar broer Pugsley meer en meer gebruiken voor haar experimenten waarbij ze hem fysiek probeert te verwonden of mogelijk zelfs om te brengen.
Wednesday heeft een sterke band met de butler Lurch.
In de film Addams Family Values krijgt Wednesday haar eerste vriend: een neurotische Joodse jongen genaamd Joel Glicker, die ze ontmoet op een zomerkamp. Beiden zijn het buitenbeentje van de groep. Aan het eind van de film wordt gesuggereerd dat Wednesday hem zich dood laat schrikken wanneer hij begint over hun relatie.

## Actrices
In de originele televisieserie werd Wednesday gespeeld door Lisa Loring. Zij speelde ook de volwassen Wednesday in de tv-special uit 1977.
In de eerste animatieserie werd Wednesdays stem ingesproken door Cindy Henderson. In de tweede animatieserie werd haar stem verzorgd door Debi Derryberry.
Christina Ricci speelde Wednesday in de films The Addams Family en Addams Family Values. Nicole Fugere nam de rol over voor zowel de film Addams Family Reunion als de serie The New Addams Family.
In de Netflix-televisieserie Wednesday uit 2022 speelt Jenna Ortega de hoofdrol.